# Gia Lai (provincie)
Gia Lai (vietnamsky Gia Lai) je provincie na jihu Vietnamu. Žije zde přes 1,2 miliony obyvatel, hlavní město je Pleiku.

## Geografie
Sousedí s provinciemi Kon Tum, Quang Ngai, Binh Dinh, Phu Yen a Dak Lak. Je to druhá největší provincie Vietnamu po provincii Nghe An.